# Julius Rauscher
Julius Rauscher (4. dubna 1859 Zborovice – 17. března 1929 Bratislava) byl český hudební skladatel a pedagog.

## Život
Oba jeho rodiče byli hudebníci, takže základní hudební vzdělání získal v rodině. Již ve 14 letech hrál ve vojenské kapele a od roku 1880 navštěvoval hudební školu Concordie v Kroměříži. Studoval v Praze u Zdeňka Fibicha a stal se členem orchestru Národního divadla. Složil státní zkoušky ze hry na housle, na klavír, na varhany a ze zpěvu. V roce 1889 hostoval nejprve jako dirigent v Gdaňsku a poté pracoval jako vychovatel v hraběcí rodině v Chomutově a v rodině Děpolda hraběte Černína z Chudenic v Dymokurách. Ještě téhož roku se stal učitelem na hudební škole Žerotín v Olomouci. V roce 1894 odešel do Innsbrucku, kde vyučoval na pedagogickém ústavu. Vrátil se roku 1905 a stal se profesorem na učitelském ústavu v Kroměříži. V Kroměříži již setrval až do odchodu na odpočinek v roce 1922.
Kromě pedagogické činnosti se zasloužil o rozvoj hudebního života Kroměříže. Byl sbormistrem pěveckého spolku Moravan a ředitelem jeho hudební školy. S tímto sdružením provedl i kantátu Svatební košile Antonína Dvořáka a Prodanou nevěstu Bedřicha Smetany. Založil Rauscherovo (Kroměřížské) kvarteto. Po odchodu do důchodu často zajížděl na Slovensko a zabýval se moravskými a slovenskými písněmi.

## Dílo
Nejvýznamnější díla skladatele jsou z oblasti instruktivní a pedagogické:
- Nová praktická škola hry na housle (1914)
- Houslové kvartety z lidových písní a oper (1897)
- Výbor duet z literatury starší a novější (1897)
- Houslařství a přehled dějin hry houslové (1916)[2]
- Praktická elementární škola pro piano (1920)
- Sonatine instruktive pro housle a klavír (1922)

Komponoval rovněž drobnější skladby komorní a písně:
- Osm charakteristických skladeb pro klavír op. 2 (1890)
- Dvě skladby pro klavír op. 5 a 7 (1890)
- Tři skladby op. 4 (1890)
- Pět písní op. 3 (slova František Táborský, věnováno Zdeňku Fibichovi, 1890)
- Šest písní op. 6 (slova František Táborský)